# École royale militaire de Pont-à-Mousson
L'École royale militaire de Pont-à-Mousson est une école située à Pont-à-Mousson.

## Historique
L'école royale militaire a été fondée en 1776 par décision royale en remplacement de l'ancienne université jésuite de Pont-à-Mousson. L'établissement est confié aux Chanoines réguliers de la Congrégation de Notre-Sauveur.
L'institution disparaît sous la Révolution, en 1793.
Les bâtiments subsistants, gravement endommagés durant la Seconde Guerre mondiale, abritent aujourd'hui le lycée Marquette.

## Célébrités
L'École royale militaire de Pont-à-Mousson a formé quelques militaires illustres :
- Géraud de Michel du Roc de Brion dit Michel Duroc, grand maréchal du palais de Napoléon Ier
- Charles Nicolas Fabvier, officier, héros de la guerre d'indépendance grecque